# Wajir
Wajir er en by i den østlige del af Kenya med et indbyggertal på cirka 90.116 (2019). Byen er hovedstad i et distrikt af samme navn.